# Pedinorrhina submarginata
Pedinorrhina submarginata är en skalbaggsart som beskrevs av Moser 1913. Pedinorrhina submarginata ingår i släktet Pedinorrhina och familjen Cetoniidae. Inga underarter finns listade i Catalogue of Life.